# Wolny obszar Republiki Chińskiej
Wolny obszar Republiki Chińskiej (chiń. 中華民國自由地區; pinyin Zhōnghuá Mínguó Zìyóu Dìqū) – termin używany przez rząd Republiki Chińskiej (ROC), zwanej potocznie Tajwanem, w odniesieniu do terytoriów pod jej faktyczną kontrolą. Obszar objęty zakresem definicji składa się z grup wysp Tajwanu, Penghu, Kinmen, Matsu i kilku mniejszych wysp. Termin ten jest stosowany w „Dodatkowych artykułach Konstytucji Republiki Chińskiej”. Jako że wyspa Tajwan jest głównym elementem całego obszaru, często stosowana jest także nazwa „obszar Tajwanu Republiki Chińskiej” lub po prostu „Obszar Tajwanu”. Cztery główne wyspy regionu – Tajwan, Penghu, Kinmen i Matsu określa się również terminem zbiorczym „Tai-Peng-Kin-Ma”, który nie obejmuje jednak archipelagu Dongsha Qundao i wyspy Taiping na Morzu Południowochińskim, które Republika Chińska również kontroluje.
Terminem „obszar kontynentalny” określa się pozostałą część Chin, tożsamą z „Chinami kontynentalnymi” i terytorium kontrolowanym przez Chińską Republikę Ludową.
Administracyjnie obszar Tajwanu jest podzielony na dwie prowincje (bez faktycznej funkcji administracyjnej): Tajwan i Fujian, podzielone na trzynaście powiatów i trzy miasta na prawach powiatu, oraz sześć miast wydzielonych.
Historycznie, od ewakuacji na Tajwan w 1949 rząd ROC sprawował także kontrolę nad częścią prowincji Zhejiang, a właściwie wyspami Dachen u jej wybrzeży, skąd ewakuował się w 1955 po przegranej bitwie z siłami ChRL, oraz specjalny region administracyjny obejmujący wyspę Hajnan, skąd został wyparty w 1950.